# 42
El año 42 (XLII) fue un año común comenzado en lunes del calendario juliano, en vigor en aquella fecha. 
En el Imperio romano, era conocido como el Año del consulado de César y Largo (o menos frecuentemente, año 795 Ab urbe condita). La denominación 42 para este año ha sido usado desde principios del período medieval, cuando el Anno Domini se convirtió en el método prevalente en Europa para nombrar a los años.

## Acontecimientos
- Conquista romana de Ceuta.
- Posible fecha de composición de la obra De Re rustica de Columela, en 12 tomos;[1] otras fuentes dicen el 65.[2]